# Marathon City
Marathon City ist eine Gemeinde (mit dem Status „Village“) im Marathon County im US-amerikanischen Bundesstaat Wisconsin. Im Jahr 2010 hatte Marathon City 1524 Einwohner.
Marathon City ist der Bestandteil der Metropolitan Statistical Area Wausau, die sich mit dem Marathon County deckt.

## Geografie
Marathon City liegt in der nördlichen Mitte Wisconsins am Big Rib River, einem Nebenfluss des in den Mississippi mündenden Wisconsin River. 
Die geografischen Koordinaten von Marathon City sind 44°55′45″ nördlicher Breite und 89°50′25″ westlicher Länge. Das Gemeindegebiet erstreckt sich über eine Fläche von 6,27 km². 
Das Stadtzentrum von Wausau liegt 19,8 km östlich. Weitere Nachbarorte sind Brokaw (25,7 km nordöstlich), Rib Mountain (18,3 km östlich), Rothschild und Schofield (je 23,1 km ostsüdöstlich), Mosinee (20,3 km südöstlich), Fenwood (20,8 km südwestlich) und Edgar (12,8 km westlich).
Die neben Wausau nächstgelegenen weiteren größeren Städte sind Green Bay am  Michigansee (165 km ostsüdöstlich), Appleton (170 km südöstlich), Wisconsins größte Stadt Milwaukee (300 km in der gleichen Richtung), Wisconsins Hauptstadt Madison (236 km südlich), La Crosse am Mississippi (219 km südwestlich), Eau Claire (144 km westlich), die Twin Cities in Minnesota (266 km in der gleichen Richtung) und Duluth am Oberen See in Minnesota (354 km nordwestlich).

## Verkehr
Der Wisconsin State Highway 29 verläuft in West-Ost-Richtung durch den Norden von Marathon City. Der von Nord nach Süd führende Wisconsin State Highway 107 bildet die Hauptstraße der Gemeinde. Alle weiteren Straßen sind untergeordnete Landstraßen, teils unbefestigte Fahrwege sowie innerörtliche Verbindungsstraßen.
Der nächste Flughafen ist der Central Wisconsin Airport in Mosinee (23,7 km südöstlich).

## Geschichte

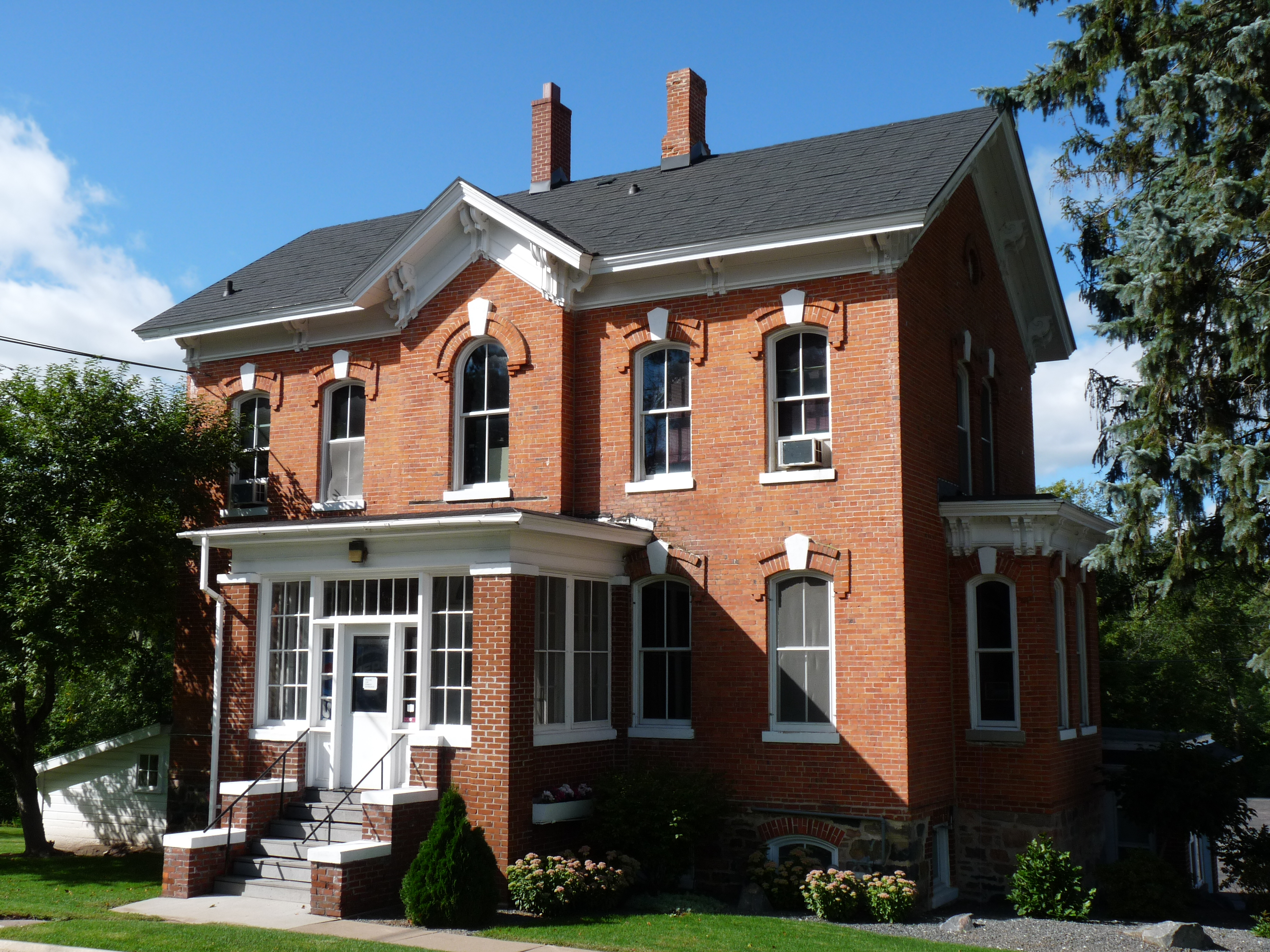
Das Fricke Menzner House, seit 1992 im NRHP gelistet

Im Jahr 1857 siedelten sich vorher in Pennsylvania ansässige Deutsche an der Stelle des heutigen Ortes an. 1863 wurde eine katholische Kirche, 1870 eine Getreidemühle, 1881 eine Brauerei und 1882 eine Sägemühle errichtet. 

1884 wurde der Ort auf Betreiben seiner Einwohner als Village of Marathon City inkorporiert. Im Jahr 1891 wurde Marathon City an das Eisenbahnnetz angeschlossen. Die heute noch als Menzner Hardwoods tätige Holzfirma Menzner Lumber & Supply Company wurde 1894 gegründet, die ihre Büros im 1875 von dem Mühlenbesitzer Henry Fricke errichteten früheren Wohnhaus unterhielt.

## Bevölkerung
Nach der Volkszählung im Jahr 2010 lebten in Marathon City 1524 Menschen in 638 Haushalten. Die Bevölkerungsdichte betrug 243,1 Einwohner pro Quadratkilometer. In den 638 Haushalten lebten statistisch je 2,39 Personen. 
Ethnisch betrachtet setzte sich die Bevölkerung zusammen aus 96,9 Prozent Weißen, 0,1 Prozent Afroamerikanern, 0,1 Prozent amerikanischen Ureinwohnern, 1,3 Prozent Asiaten sowie 1,2 Prozent aus anderen ethnischen Gruppen; 0,4 Prozent stammten von zwei oder mehr Ethnien ab. Unabhängig von der ethnischen Zugehörigkeit waren 1,8 Prozent der Bevölkerung spanischer oder lateinamerikanischer Abstammung. 
23,2 Prozent der Bevölkerung waren unter 18 Jahre alt, 59,0 Prozent waren zwischen 18 und 64 und 17,8 Prozent waren 65 Jahre oder älter. 52,1 Prozent der Bevölkerung war weiblich.
Das mittlere jährliche Einkommen eines Haushalts lag bei 63.661 USD. Das Pro-Kopf-Einkommen betrug 27.927 USD. 6,6 Prozent der Einwohner lebten unterhalb der Armutsgrenze.